# 西海市
西海市（日语：／ Saikai shi */?）是位于日本長崎縣西彼杵半島北部的城市。東邊面向大村灣，北側臨佐世保灣，西邊則面向五島灘，西側海上的江島、平島與松島都屬於西海市的轄區範圍。

## 人口
| 西海市人口分布圖 |                                               |  |
| 西海市與日本全國年齡別人口分布比較圖 （2005年資料） | 西海市的年齡、男女別人口分布圖 （2005年資料） |  |
| ■紫色是西海市 ■綠色是全国 | ■藍色是男性 ■紅色是女性                       |  |
| 西海市人口變化 \| 1970年 \| 42,769人 \| \| \| 1975年 \| 41,941人 \| \| \| 1980年 \| 41,064人 \| \| \| 1985年 \| 39,670人 \| \| \| 1990年 \| 37,610人 \| \| \| 1995年 \| 36,327人 \| \| \| 2000年 \| 35,288人 \| \| \| 2005年 \| 33,680人 \| \| \| 2010年 \| 31,176人 \| \| \| 2015年 \| 28,691人 \| \| \| 2020年 \| 26,275人 \| \| |                                               |  |
| 資料來源：日本總務省統計中心提供之人口普查數據 |                                               |  |
| 1970年 | 42,769人                                      |  |
| 1975年 | 41,941人                                      |  |
| 1980年 | 41,064人                                      |  |
| 1985年 | 39,670人                                      |  |
| 1990年 | 37,610人                                      |  |
| 1995年 | 36,327人                                      |  |
| 2000年 | 35,288人                                      |  |
| 2005年 | 33,680人                                      |  |
| 2010年 | 31,176人                                      |  |
| 2015年 | 28,691人                                      |  |
| 2020年 | 26,275人                                      |  |

## 歷史
在江戶時代初期開始，五島灘沿岸以及西彼杵半島西部離島以捕鯨基地而繁榮，明治時代之後，開始開采煤礦。

### 年表
- 1889年4月1日：實施町村制，現在的轄區在當時分屬：龜岳村、大串村、面高村、七釜村、瀨川村、黑瀨村、神浦村雪浦鄉地區、崎戶村、江之島村、平島村、多以良村、松島村、瀨戶村。
- 1928年6月1日：瀨戶村改制為瀨戶町（日语：瀬戸町 (長崎県)）。
- 1931年10月1日：崎戶村改制為崎戶町（日语：崎戶町）。
- 1949年4月1日：黑瀨村改制為黑瀨町。
- 1949年7月1日：黑瀨町改名為大島町（日语：大島町 (長崎県)）。
- 1955年2月11日：多以良村、松島村、瀨戶町和神浦村的雪浦鄉地區合併為大瀨戶町（日语：大瀬戸町）。
- 1955年4月1日：面高村和七釜村合併為西海村。
- 1956年9月1日：江之島村和平島村被併入崎戶町。
- 1957年3月31日：瀨川村被併入西海村。
- 1961年6月29日：龜岳村和大串村合併為西彼村。
- 1969年1月1日：
  - 西海村改制為西海町（日语：西海町 (長崎県)）。
  - 西彼村改制為西彼町（日语：西彼町）。
- 2005年4月1日：大瀨戶町、西彼町、西海町、大島町、崎戶町合併為西海市。[2]

### 變遷表
| 1889年以前 | 1889年4月1日 | 1889年 - 1926年 | 1926年 - 1944年      | 1945年 - 1959年      | 1945年 - 1959年            | 1960年 - 1989年            | 1960年 - 1989年            | 1989年 - 現在       | 現在                |
| ---------- | ------------ | --------------- | -------------------- | -------------------- | -------------------------- | -------------------------- | -------------------------- | ------------------- | ------------------- |
|            | 龜岳村       | 龜岳村          | 龜岳村               | 龜岳村               | 龜岳村                     | 1961年6月29日 西彼村       | 1969年1月1日 西彼町        | 2005年4月1日 西海市 | 2005年4月1日 西海市 |
|            | 大串村       |                 |                      |                      |                            | 1961年6月29日 西彼村       | 1969年1月1日 西彼町        | 2005年4月1日 西海市 | 2005年4月1日 西海市 |
|            | 面高村       | 面高村          | 面高村               | 1955年4月1日 西海村  | 1957年3月31日 西海村       | 1957年3月31日 西海村       | 1969年1月1日 西海町        | 2005年4月1日 西海市 | 2005年4月1日 西海市 |
|            | 七釜村       |                 |                      | 1955年4月1日 西海村  | 1957年3月31日 西海村       | 1957年3月31日 西海村       | 1969年1月1日 西海町        | 2005年4月1日 西海市 | 2005年4月1日 西海市 |
|            | 瀨川村       |                 |                      |                      | 1957年3月31日 西海村       | 1957年3月31日 西海村       | 1969年1月1日 西海町        | 2005年4月1日 西海市 | 2005年4月1日 西海市 |
|            | 黑瀨村       | 黑瀨村          | 黑瀨村               | 1949年4月1日 黑瀨町  | 1959年7月1日 改名為 大島町 | 1959年7月1日 改名為 大島町 | 1959年7月1日 改名為 大島町 | 2005年4月1日 西海市 | 2005年4月1日 西海市 |
|            | 崎戶村       | 崎戶村          | 1931年10月1日 崎戶町 | 1931年10月1日 崎戶町 | 1931年10月1日 崎戶町       | 崎戶町                     | 崎戶町                     | 2005年4月1日 西海市 | 2005年4月1日 西海市 |
|            | 江島村       | 江島村          | 江島村               | 江島村               | 1956年9月1日 併入崎戶町    | 崎戶町                     | 崎戶町                     | 2005年4月1日 西海市 | 2005年4月1日 西海市 |
|            | 平島村       |                 |                      |                      | 1956年9月1日 併入崎戶町    | 崎戶町                     | 崎戶町                     | 2005年4月1日 西海市 | 2005年4月1日 西海市 |
|            | 瀨戶村       | 瀨戶村          | 1928年6月1日 瀨戶町  | 1928年6月1日 瀨戶町  | 1955年2月11日 大瀨戶町     | 1955年2月11日 大瀨戶町     | 1955年2月11日 大瀨戶町     | 2005年4月1日 西海市 | 2005年4月1日 西海市 |
|            | 多以良村     |                 |                      |                      | 1955年2月11日 大瀨戶町     | 1955年2月11日 大瀨戶町     | 1955年2月11日 大瀨戶町     | 2005年4月1日 西海市 | 2005年4月1日 西海市 |
|            | 松島村       |                 |                      |                      | 1955年2月11日 大瀨戶町     | 1955年2月11日 大瀨戶町     | 1955年2月11日 大瀨戶町     | 2005年4月1日 西海市 | 2005年4月1日 西海市 |
|            | 雪浦村       |                 |                      |                      | 1955年2月11日 大瀨戶町     | 1955年2月11日 大瀨戶町     | 1955年2月11日 大瀨戶町     | 2005年4月1日 西海市 | 2005年4月1日 西海市 |

## 觀光資源

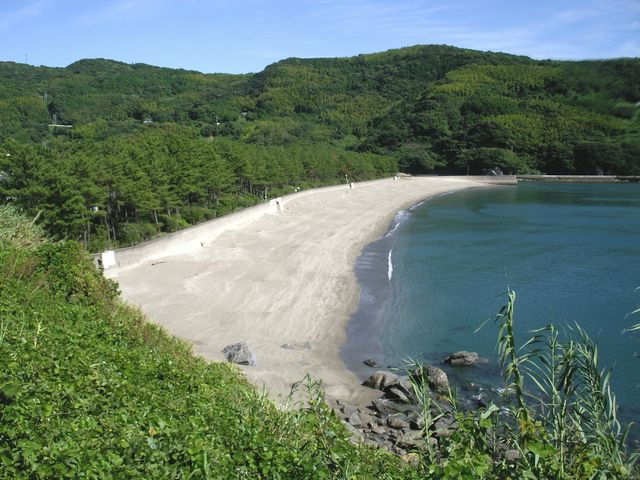
雪浦海水浴場

- 七釜鍾乳洞
- 音浴博物館
- 西海橋、新西海橋（日语：新西海橋）、西海橋公園

## 教育
高等學校
- 長崎縣立西彼農業高等學校（日语：長崎県立西彼農業高等学校）
- 長崎縣立西彼杵高等學校（日语：長崎県立西彼杵高等学校）
- 長崎縣立大崎高等學校（日语：長崎県立大崎高等学校）

## 外部連結
- （日語） 西海市商工會 （页面存档备份，存于）